# Werner (Hennegau)
Werner († 973 bei Péronne) war ein Graf im Zülpichgau und Haspengau und amtierte zusammen mit seinem Bruder Rainald als Graf im Hennegau.
Werner wurde 953 in einer Urkunde des lotharingischen Herzogs und Erzbischofs von Köln, Brun, als Graf im Zülpichgau genannt. Eine Urkunde von 966 nennt ihn als Graf im Haspengau.
Im Jahr 973 übernahm er das Amt von Amalrich in Valenciennes, während Rainald das von Richer in Mons übernahm. Noch im selben Jahr kehrten die Brüder Reginar und Lambert aus der Sippe der Reginare aus ihrem Exil zurück, in das sie 957 durch den lotharingischen Herzog Brun gezwungen worden waren. Sie erhielten die Unterstützung des westfränkischen Königs Lothar um den Hennegau, den einstigen Besitz ihrer Familie, zurückzuerobern. Werner und Rainald gingen gegen sie vor, wurden aber in einer Schlacht vor Péronne geschlagen und getötet.
Die Reginar-Brüder konnten ihren Sieg allerdings nicht nutzen, da mit Gottfried von Verdun und Arnulf von Cambrai zwei neue Grafen im Hennegau eingesetzt wurden, die das Land erfolgreich behaupteten.

## Weblink
- Die Grafen des Hennegau bei fmg.ac (englisch)

| Vorgänger | Amt                                      | Nachfolger |
| --------- | ---------------------------------------- | ---------- |
| Amalrich  | Graf im Hennegau (Mark Valenciennes) 973 | Arnulf     |

| Personendaten    | Personendaten                       |
| ---------------- | ----------------------------------- |
| NAME             | Werner                              |
| KURZBESCHREIBUNG | Graf im Zülpichgau und im Hennegau  |
| GEBURTSDATUM     | 9. Jahrhundert oder 10. Jahrhundert |
| STERBEDATUM      | 973                                 |
| STERBEORT        | bei Péronne                         |